# Siddhithumka
Siddhithumka is een dorpscommissie (Engels: village development committee, afgekort VDC; Nepalees: panchayat) in het oosten van Nepal, gelegen in het district Ilam in de Mechi-zone. Ten tijde van de volkstelling van 2001 had het een inwoneraantal van 3454 personen, verspreid over 676 huishoudens; in 2011 waren er 3590 inwoners, verspreid over 778 huishoudens.